# Pandanus trigonus
Pandanus trigonus är en enhjärtbladig växtart som beskrevs av Harold St.John. Pandanus trigonus ingår i släktet Pandanus och familjen Pandanaceae. Inga underarter finns listade.